# Sahilköy, Pazar
Sahilköy là một xã thuộc huyện Pazar, tỉnh Rize, Thổ Nhĩ Kỳ. Dân số thời điểm năm 2010 là 487 người.